# Dina Jewel
Dina Jewel, pseudonimo di Nanna Grønnevik (Jessheim, 1º febbraio 1978), è un'ex attrice pornografica norvegese.

## Biografia
Ha iniziato la sua carriera in Svezia nel 1996, a causa delle restrizioni svedesi per la pornografia, in seguito si reca nei Paesi Bassi con il nome di Valérie. Ha poi preso parte a molte produzioni americane o europee e ha avuto un grande successo con i nomi di Dina Jewel o Nanna Gibson . Dall'inizio della sua carriera si è dedicata a pratiche come "hard" (sodomia, DP e gang bang) e negli Stati Uniti, gira principalmente film di genere gonzo diretti da John Leslie o Christopher Alexander. I suoi partner erano Mr. Marcus, Vince Vouyer e Sean Michaels in particolare.
Lavora anche in alcune produzioni più sofisticate della compagnia svedese Private (Sex voyage nel 1997) o di Mario Salieri (Necrofilia e Don Torino nel 1998). Nel 1999, è l'attrice principale in Operation Sex Siege, una super produzione diretta da Nic Cramer con il budget più alto di sempre per un film pornografico. Nanna posa anche su varie riviste e come Pet of the month per Penthouse nel febbraio 1998.
Ha interrotto la sua carriera nel 1999, ma è rimasta molto presente nel video per diversi anni ripubblicando le sue scene in numerose compilation. È ancora oggi la pornostar più famosa della Norvegia.
Nel 2005, Nanna Grønnevik ha lavorato come consulente per i tossicodipendenti per un'agenzia svedese. Una volta scoperto il suo passato di attrice pornografica, seguì un piccolo scandalo che è sfociato nel licenziamento del suo reclutatore. Nel febbraio 2009 apre a Copenaghen il Jewel Rocks, un club musicale che mescola spogliarelli e musica hard-rock.

## Riconoscimenti
- 2000: Hot d'Or – Miglior attrice europea

## Fotografie
- Seventeen Special (Paesi Bassi), settembre 1997 "Valerie & Lena" di Finn Hansen
- Penthouse (Stati Uniti), Febbraio 1998
- Teen Test (Paesi Bassi), dicembre 1998 "Valerie - A Natural Talent"
- Seventeen Teen World (Lesbian Teenagers) (Paesi Bassi), 1998 "Valerie & Lena" di Finn Hansen

## Filmografia
- 1996: Seventeen Special 27: Teenage Passion de Finn Hansen (Paesi Bassi - Video-Art)
- 1996: Schoolgirls Holiday 16: Hot Visits de Finn Hansen (Paesi Bassi - Video-Art)
- 1996: Sluts of Scandinavia de Erik Fischer (Svezia - Razzel Video)
- 1996: Sex sex sex de Erik Fischer (Svezia - Razzel Video)
- 1996: Fresh Meat 3 de John Leslie (Stati Uniti - Evil Angel)
- 1996: Dinner Party II: The Buffet de Seymore Butts (Stati Uniti - Seymore Butts Home Movies)
- 1997: Schoolgirls Holiday 19: Bedroom Secrets de Finn Hansen (Paesi Bassi - Video-Art)
- 1997: Seventeen Special 29 de Finn Hansen (Paesi Bassi - Video-Art)
- 1997: Seventeen Special 30 de Finn Hansen (Paesi Bassi - Video-Art)
- 1997: Teenerama 2 de Finn Hansen (Paesi Bassi - Video-Art)
- 1997: World Sex Tour 13: Sweden de Christopher Alexander (Stati Uniti - Anabolic Video)
- 1997: Dirty Dirty Debutantes 9 de Ed Powers (Stati Uniti - 4Play Video)
- 1997: Nasty Nymphos 20 de Christopher Alexander (Stati Uniti - Anabolic Video)
- 1997: Up Your Ass 6 de Sean Michaels (Stati Uniti - Anabolic Video)
- 1997: Gang Bang Girl 22 de Christopher Alexander (Stati Uniti - Anabolic Video)
- 1997: Svenska pumor (Svezia - )
- 1997: Aktuell Rapport Video 10 (Svenska folkets sexvanor 10) (Svezia - Aktuell Rapport)
- 1997: Nordiska Nybörjare (Nordic Debutantes) de Christer Frankel (Svezia - Max's Video)
- 1997: Nordiska Nybörjare 2 (Nordic Debutantes 2) de Christer Frankel (Svezia - Max's Video)
- 1997: Nordiska Nybörjare 3 (Nordic Debutantes 3) (Svezia - Max's Video)
- 1997: Private Gold 19 : Sex voyage de Jurgen Wolf (Svezia - Private)
- 1998: Schoolgirls Holiday 22: Young Summer Sex de Finn Hansen (Paesi Bassi - Video-Art)
- 1998: Kinky Teens Volume 2 de Finn Hansen (Paesi Bassi - Video-Art)
- 1999: Sweethearts from Seventeen Volume 2 de Finn Hansen (Paesi Bassi - Video-Art)
- 1999: Seventeen Special 33: Teenage Sex Connection de Finn Hansen (Paesi Bassi - Video-Art)
- 1998: The Best by Private 5 : Dynamite (Svezia - Private)
- 1998: Necrofilia de Jenny Forte (Italia - Mario Salieri Entertainment Group)
- 1998: Don Torino de Robert Zickyos (Italia - Mario Salieri Entertainment Group)
- 1998: Just Another Day de Nutty Ned (Svezia - Cream Video)
- 1998: Pussy Hunt (Hetsjakt) (Svezia - )
- 1998: Up And Cummers 52 de Randy West (Stati Uniti - Evil Angel)
- 1998: Fuck You Ass Whores 1 de Alex Ladd et Mike Adams (Stati Uniti - Amazing)
- 1998: Dinner Party II: The Buffet de Seymore Butts (Stati Uniti - Seymore Butts Home Movies)
- 1998: Think Sphinc de Seymore Butts (Stati Uniti - Seymore Butts Home Movies)
- 1998: Lewd Conduct 2 de Vince Vouyer (Stati Uniti - Diabolic Video)
- 1998: Butt Row: Eurostyle 2 de Joey Silvera (Stati Uniti - Evil Angel)
- 1998: Lecher 2: Looking For Strays de John Leslie (Stati Uniti - Evil Angel)
- 1998: Danish Cherry Poppers 1 (Stati Uniti - )
- 1998: Private : Solid Gold (compilation - Svezia - Private)
- 1998: Dansk Invasion (Barbie boller bedst) (Danimarca - )
- 1998: Sexglada fotomodeller (Danimarca - AceLay-X)
- 1999: Operation Sex Siege de Nic Cramer (Svezia - Private)
- 1999: The Best by Private 15: Millennium (compilation - Svezia - Private)
- 1999: Janne Hedins hetsjakt de Jan Hedin (Svezia - Cream Video)
- 1999: Girls Inc. (Sex-Logen) de Beatrice Eggers, Gritt Uldall-Jessen et Gunvor Vibe-Petersen (Danimarca - AceLay-X)
- 1999: De professionnelle (Danimarca - )
- 1999: De professionnelle 2 (Danimarca - )
- 1999: Butt Banged Hitchhiking Whores de Christopher Alexander (Stati Uniti - Anabolic Video)
- 1999: Shooting Sex de James DiGiorgio (Stati Uniti - Evil Angel)
- 1999: www.roccofunclub.com de Rocco Siffredi (Stati Uniti - Evil Angel)
- 2000: Naughty (Slem dansk pige) (Danimarca - )
- 2000: Gigant 2 (Store danske bryster) (Danimarca - )
- 2000: Naughty Dina (Dina : En dansk Sex-Bombe ) (Danimarca - )
- 2000: Danish Giant 3 (Danimarca - )
- 2000: Cum Shots 5 (compilation - Stati Uniti - Anabolic Video) )
- 2000: Foot Lovers Only 3 de Randy West (compilation - Stati Uniti - Randy West Productions)
- 2000: Squirters 2 (compilation - Stati Uniti - Seymore Butts Home Movies)
- 2000: The best of World Sex Tour 2 (compilation - Stati Uniti - Anabolic Video)
- 2000: All Star Blondes de Joey Silvera (compilation - Stati Uniti - Evil Angel)
- 2001: Seventeen Classic 6 (compilation - Paesi Bassi - Video-Art)
- 2001: Seventeen Classic 7 (compilation - Paesi Bassi - Video-Art)
- 2001: Music to Fuck to: Just Sit on a Happy Face (compilation - Stati Uniti - )
- 2001: Pin Ups: Hollywood Centerfolds vidéo érotique de Becky LeBeau (Stati Uniti - Soft Bodies Entertainment)
- 2001: Big Tops 3 (compilation - Stati Uniti - )
- 2001: Private Dynamite (compilation - Svezia - Private)
- 2002: Cockroads (compilation - Stati Uniti - )
- 2002: 150 Nordiska kaskader (compilation - Svezia)
- 2002: Supermodels II (compilation - Danimarca)
- 2003: Redheads on fire (compilation - Svezia - Private)
- 2003: Sex And Guns (compilation - Svezia - Private)
- 2003: Amateur Show Offs 2 (compilation - Stati Uniti - )
- 2003: Sunrise Adams and Friends (compilation - Stati Uniti - )
- 2003: Voyeur's Favorite Blowjobs And Anals 7 (compilation - Stati Uniti - Evil Angel)
- 2004: Voyeur's Favorite Blowjobs And Anals 8 (compilation - Stati Uniti - Evil Angel)
- 2004: Jizz Gulpers (compilation - Stati Uniti - )
- 2004: Natural Busty Beauties (compilation - Svezia - Private)
- 2004: Mmm ... Please Enter Said the Girl (Mmm... Valkommen in, sa Flickan) de Christer Frankel (compilation - Svezia - Swedish Erotica)
- 2005: Blondes Have More Anal Fun de Seymore Butts (compilation - Stati Uniti - Seymore Butts Home Movies)
- 2005: My Favorite Hot & Horny Blondes 1 (compilation - Stati Uniti - Randy West Productions)
- 2006: Norske Jenter 1 (compilation - Svezia - Swedish Erotica)
- 2006: Norske Jenter 3 (compilation - Svezia - Swedish Erotica)
- 2006: Blue Ribbon Butt Fucks 1 de Seymore Butts (compilation - Stati Uniti - Seymore Butts Home Movies)
- 2008: Inter Racial Payload (compilation)